# Борки (Рязань)
Борки — городской микрорайон в составе Советского округа города Рязани.
Население — около 5000 человек. Разделяется на 12 микрорайонов.
На территории микрорайона расположены:
- Богоявленский храм XV век, 1 район, д. 2
- Детский сад № 44
- Средняя общеобразовательная школа № 29
- Шпалопропиточный завод

## Богоявленский монастырь
Каменная церковь Богоявления Господня впервые упоминается в списке с сотной грамоты 1557 года как находившаяся при "царевом и великого князя Иоанна Васильевича" мужском Богоявленском монастыре. При монастыре находились бортные угодья, уничтоженные в 1619 году при набеге черкас, в ходе которого, возможно, пострадал и сам монастырь. В 1681 году монастырь был приписан к Новоиерусалимскому, после чего в марте 1684 года возвращен Рязанской епархии. В 1796 году монастырь был окончательно упразднен, а Богоявленский храм стал приходским. Монастырь находился под игуменским, позже — архимандричьим управлением.
По данным И.В. Добролюбова, сохранившийся до нынешнего времени храм был построен только в 1673 году. В 1873 и 1880 годах в храме сооружались новые иконостасы, а в 1877 году был расширен придел.
| Настоятели Богоявленского монастыря | Настоятели Богоявленского монастыря | Настоятели Богоявленского монастыря                               | Клирики Богоявленского храма | Клирики Богоявленского храма | Клирики Богоявленского храма |
| Имя                                 | Годы упоминания                     | Дополнительно                                                     | Имя                          | Годы упоминания              | Дополнительно                |
| ----------------------------------- | ----------------------------------- | ----------------------------------------------------------------- | ---------------------------- | ---------------------------- | ---------------------------- |
| игумен Иона                         | 1500                                |                                                                   | Патрикий Трифонов            | рукоположён 4 февраля 1688   |                              |
| Иосиф                               | 1537                                |                                                                   | Гавриил Исидоров             | рукоположён 16 августа 1695  |                              |
| Савватий                            | 1615                                |                                                                   | Симеон Михайлов              | рукоположён 26 марта 1703    |                              |
| Тихон                               | 1620-29, декабрь 1646               |                                                                   | Александр Аникиев            | рукоположён 13 апреля 1734   | Умер в 1738                  |
| Авраамий                            | 31 января 1653                      |                                                                   | Иоанн Симеонов               | рукоположён 17 июля 1738     |                              |
| Иринарх                             | Март 1665                           | 6 января 1689 года переведен в Борисоглебский Муромский монастырь | Афанасий Васильев            | Неизвестно                   | Умер в 1749                  |
| архимандрит Миссаил                 | Март 1765                           |                                                                   | Антоний Иоаннов              | рукоположён 12 июня 1749     |                              |
|                                     |                                     |                                                                   | Иаков Иоаннов                | упомянут в 1682              |                              |
| Иоанн Антонов Семенов               | рукоположён 15 августа 1838         |                                                                   |                              |                              |                              |
| Никанор Петрович Филатов            | состоял в храме с 1872              |                                                                   |                              |                              |                              |

## Археология
Селище Борки, расположенное на Борковском острове между Трубежом и Окой, представляло собой крупное древнерусское торговое поселение в IX—X веках. На пряслице красного шифера диаметром 22 мм, найденном на селище в 1945 году, были обнаружены буквенные знаки, сходные, по мнению Г. Ф. Турчанинова, со знаками алекановской надписи.